# Аба (Унгария)
Вижте пояснителната страница за други значения на Аба.
Аба (на унгарски: Aba) е град в област Фейер, централна Унгария. Населението му е 4396 души (1 януари 2024).
Разположен е на 123 m надморска височина в Среднодунавската низина, на 20 km южно от град Секешфехервар и на 27 km източно от езерото Балатон.